# 佳里第十一角四安宮
下街玉勅四安宮，位於臺灣臺南市佳里區，昔日地名稱蕭壠下街，主祀城隍境主，俗稱蕭壠城隍廟。地屬佳里玉勅皇勅金唐殿境內第十一角。轄境包含第十一角、第十三角、第十五角、第十七角四個角頭，於蕭壠香榮封職務。

## 沿革
明末清初時蕭壠庄民在流經溪仔底的沿古灣裡溪畔撿拾到一塊，香木上書「城隍境主」，因而雇工雕塑城隍境主大駕與二駕金身，城隍特色年少無鬚、極其清秀，由蕭壠四角頭共同奉祀，最先以擲爐主方式輪祀，後續建立四安宮供奉，清朝光緒三年(西元1877年)再修，民國52年重建今廟，民國91年興建辦公室即現今整體廟貌。
因城隍境主神威顯赫，而另雕三駕與四駕供信徒迎請，鎮殿城隍境主與文武判官，雕塑於民國69年管理委員會成立之時，黑虎將軍約與城隍境主大駕、二駕同年代，已有300多年的歷史，民國93年被偷，同年10月21日重雕。
日治時期蕭瓏第十一角佳池宮池府千歲、第十三角幽冥殿地藏王菩薩、第十五角吉和堂李府大神曾共祀於四安宮中，今廟中有一刻有三位神祇，地藏王菩薩、城隍境主以及池府千歲的官印證明之。

### 蕭壠香科榮封
蕭壠香玉勅代天巡狩勅令四安宮城隍境主，「領陰陽令、掌理陰陽」。

### 重建
民國109年10月14日舉行重建新廟奠基動土大典。民國109年3月29日立龍柱。

## 主祀神祇
主祀
- 城隍境主

同祀
- 金府千歲、吳府千歲
- 福德正神、文判官、武判官、虎爺將軍

駕前
謝將軍、范將軍
配祀：
觀音佛祖、天官文財神

## 資料來源
1. ↑  刈香轄境. .
2. ↑  佳里金唐殿乙酉香科五朝王醮記實. .